# 켈리 버글런드
켈리 미셸 버글런드(영어: Kelli Michelle Berglund, 1996년 2월 9일 ~ )는 미국의 배우, 가수이다.

## 출연 작품

### 영화
- 완벽남의 조건 (2014)
- 휴비의 핼러윈 (2020)
- 체리 (2021)

### 텔레비전
- 나이트 시프트 (2017)
- 헬's 키친 (2019) - 본인
- 골드버그 패밀리 (2019-21)